# Alejandro Barbaro
Alejandro Brian Barbaro (Buenos Aires, 20 gennaio 1992) è un calciatore argentino, attaccante svincolato.

## Caratteristiche tecniche
È un'ala destra che può essere impiegata sulla fascia opposta e da seconda punta.